# Route nationale 36 (Norvège)
Pour les articles homonymes, voir Route nationale 36.
La route nationale 36 (en  norvégien : Riksvei 36, abrégé Rv36) est une route nationale en Norvège.

## Description
La route nationale 36 est une route nationale du comté de Telemark, dans le sud de la Norvège.
Elle part de la  route européenne 134 à Seljord et se dirige vers le sud-est le long du lac Seljordsvatnet. 
Son premier tronçon vers Gvarv traverse des zones montagneuses, puis plus au sud-est, les montagnes deviennent plus basses et plus vallonnées. 
La route est sinueuse, elle longe le lac Norsjø, avant d'atteindre la zone urbaine de Skien, 
La route 36 passe ensuite par Porsgrunn, et juste après Porsgrunn, la route 36 se termine à son intersection avec la route européenne 18.
Elle traverse les communes de Porsgrunn, Skien, Nome, Midt-Telemark, Seljord et entre autres les agglomérations d'Ulefoss (en), Gvarv et Bø.
La route est longue de 93,8 kilomètres.

## Galerie

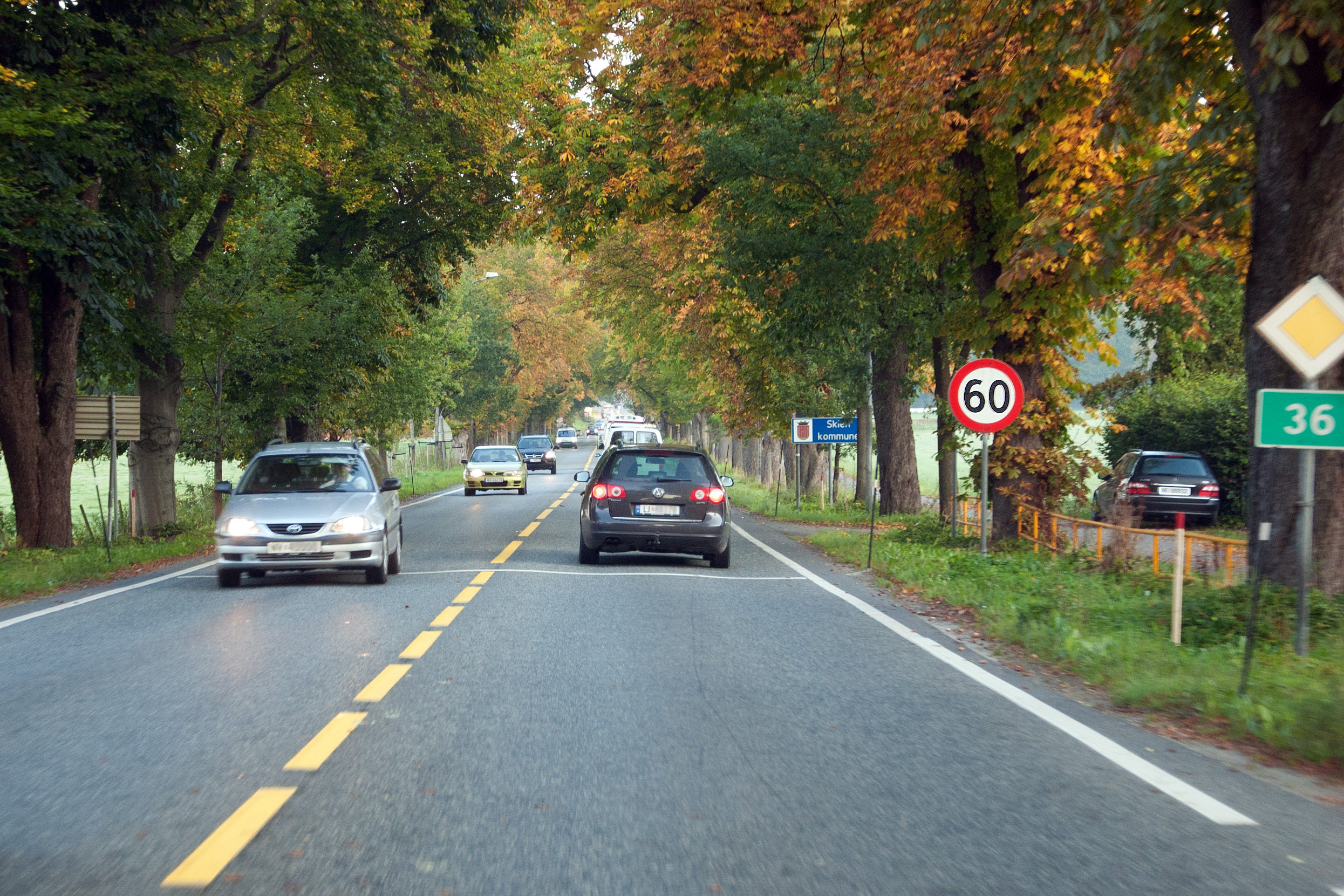
La route à Skien.
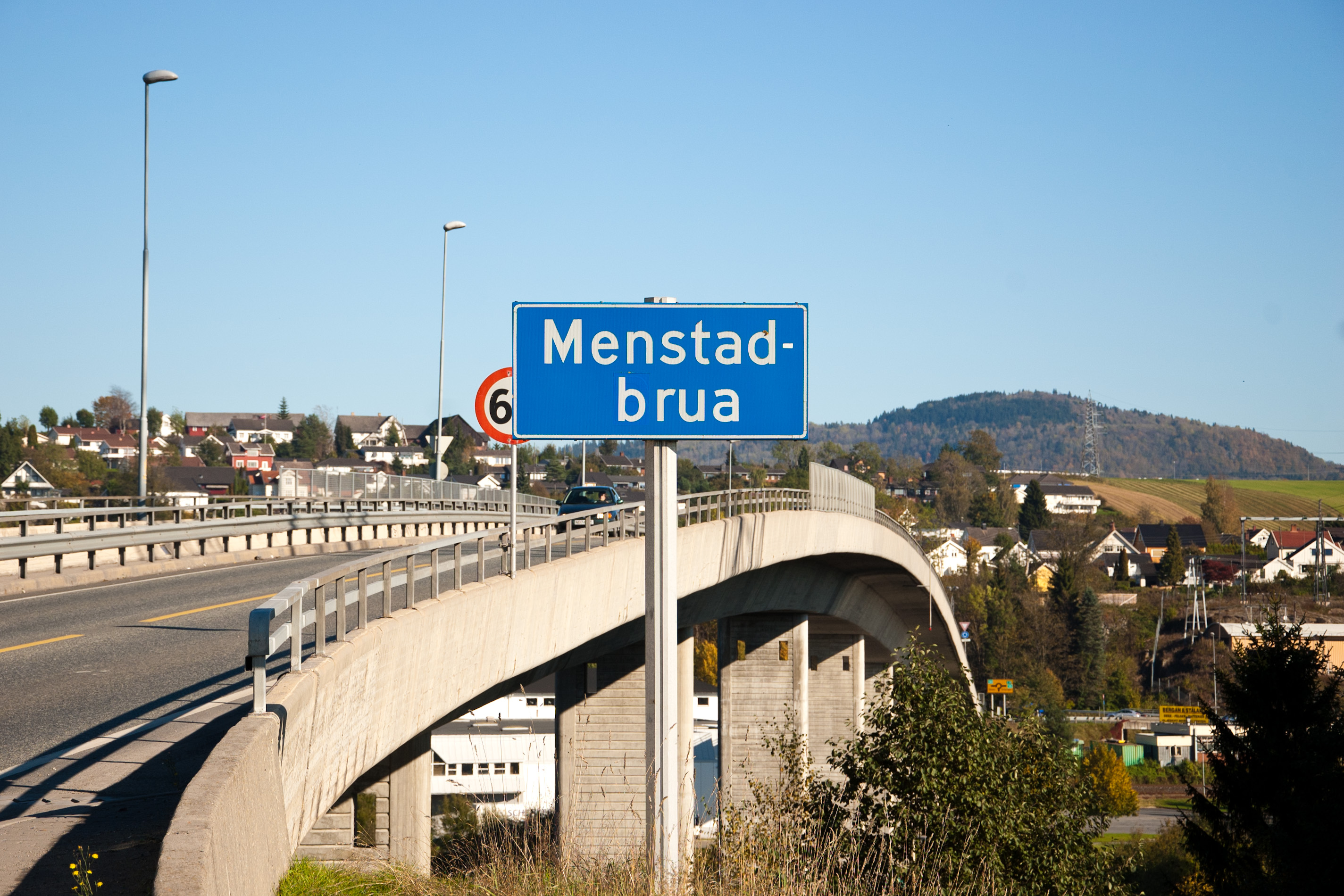
Pont de Menstad.
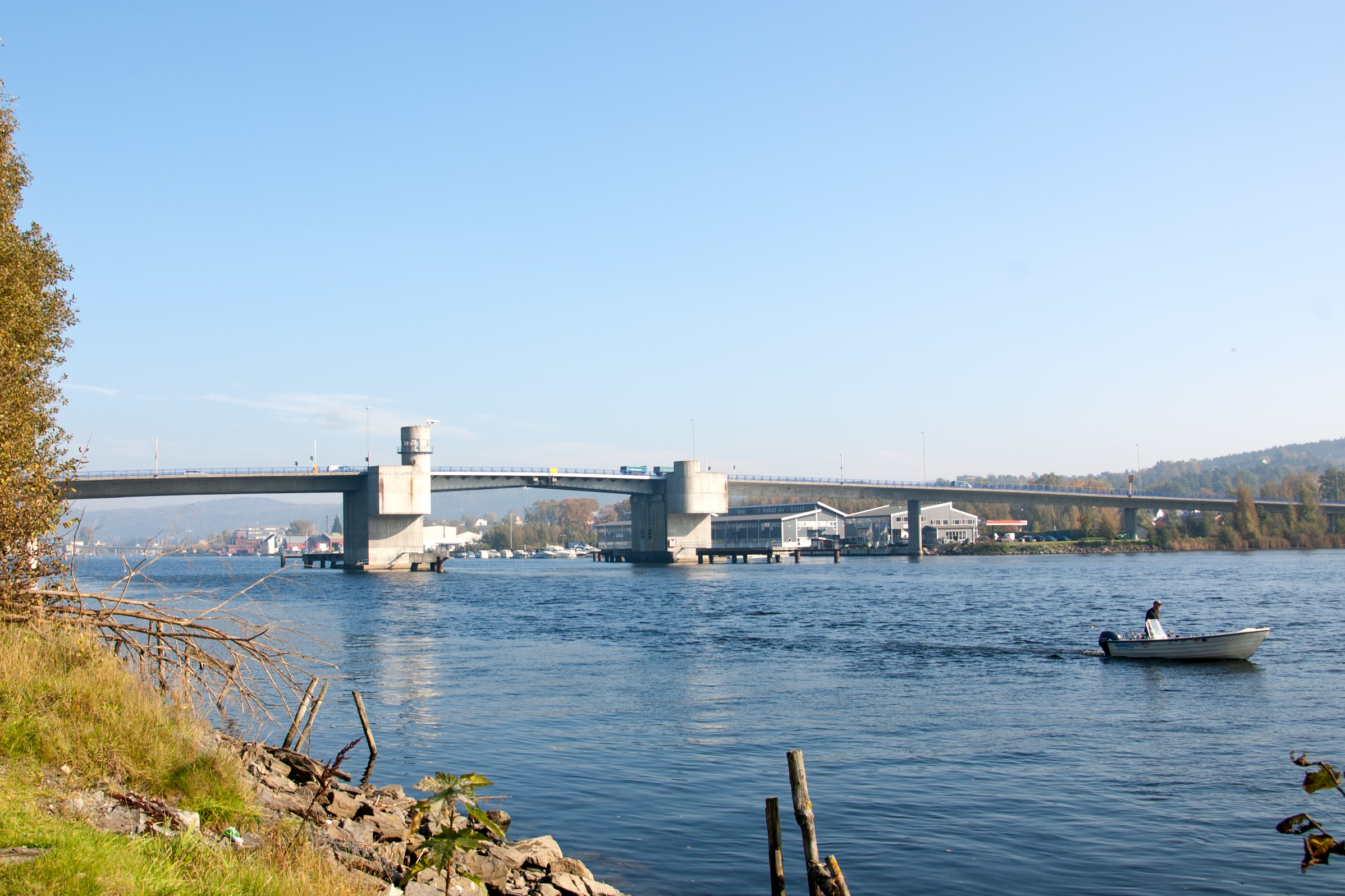
Pont de Frednes (en).